# 오션스 (영화)
《오션스》는 2010년 월트 디즈니 컴퍼니 자회사 다큐 영화 디즈니 네이처에 프랑스의 다큐멘터리 영화이다.

## 성우
- 정보석, 진지희 - 한국어 내레이터
- 피어스 브로스넌- 영어 내레이터
- 자크 페렝 - 프랑스어 내레이터
- 페드로 아르멘다리스 주니어 - 스페인어 내레이터
- 미야자와 리에 - 일본어 내레이터
- 알도 - 이탈리아어 내레이터

## 각본, 연출
- 자크 페렝
- 자크 클로드

각본
- 본크리스토프 체이슨
- 자크 클로드
- 로랑 드바스
- 스테판 듀랑드
- 로랑 고드
- 자크 페렝
- 프랑소와 사라노